# یواس‌اس هیورن (آی‌دی-۱۴۰۸)
یواس‌اس هیورن (آی‌دی-۱۴۰۸) (به انگلیسی: USS Huron (ID-1408)) یک کشتی بود که طول آن ۵۲۳ فوت (۱۵۹ متر) بود. این کشتی در سال ۱۸۹۶ ساخته شد.